# Provincia di Phuket
La provincia di Phuket (in thailandese จังหวัดภูเก็ต, ciangwàt Phùukhèt) è una provincia insulare della Thailandia meridionale, situata lungo la costa occidentale della penisola malese, sul mare delle Andamane. È formata da Phuket, la più grande isola thailandese, e da altre 32 isole minori.

## Geografia fisica

Mappa della provincia e dei distretti

Nel 2020 la provincia contava su una popolazione stimata in 272 917 residenti distribuiti su una superficie di 590 km², per una densità di 668,08 ab./km². Il capoluogo è il distretto di Mueang Phuket, nel cui territorio sud-orientale si trova l'omonima città di Phuket, maggiore centro abitato della provincia.
Il territorio provinciale è composto esclusivamente da isole, la maggiore e più importante delle quali è Phuket (543 km²), collegata alla terraferma dal lungo ponte stradale Sarasin nell'estremo nord. Le maggiori tra le altre isole che fanno parte della provincia sono Ko Lone (4,77 km²), Ko Maprao (3,7 km²), Ko Naka Yai (2,08 km²), Ko Racha Noi (3,06 km²), Ko Racha Yai (4,5 km²), Ko Sire (8,8 km²), Ko Aeo, Ko Bon e Ko Hei.
La provincia è attraversata dalla catena di Phuket che ha inizio a nord dal fiume Khura Buri, nella zona settentrionale della provincia di Phang Nga, si estende lungo l'asse nord-sud per 400 km e termina nel sud dell'isola di Phuket.

## Geografia antropica
La provincia di Phuket è suddivisa nei seguenti 3 distretti (in lingua thai: อำเภอ, trasl.: amphoe):
| Numero | Nome del distretto | Nome thai                     |
| ------ | ------------------ | ----------------------------- |
| 1      | Mueang Phuket      | อำเภอเมือง ภูเก็ต (capoluogo)    |
| 2      | Kathu              | อำเภอ กะทู้                     |
| 3      | Thalang            | อำเภอ ถลาง (vecchia capitale) |

### Amministrazioni comunali
A tutto il 2020, l'unico comune della provincia ad avere lo status di città maggiore (thesaban nakhon) era la città di Phuket, che aveva 77 778 residenti. I due comuni che rientravano tra le città minori (thesaban mueang) erano Patong, con 20 122 residenti, e Kathu che ne aveva 30 263. Nell'aprile 2020 vi erano inoltre nove municipalità di sottodistretto (thesaban tambon) e le aree che non ricadevano sotto la giurisdizione delle amministrazioni comunali erano governate da un totale di 6 "Organizzazioni per l'amministrazione del sottodistretto" (ongkan borihan suan tambon).

## Storia
Nel 1902 l'isola entrò a far parte del monthon (suddivisione amministrativa precedente all'introduzione delle province) di Phuket, che comprendeva la maggior parte del Siam meridionale. L'uomo d'affari sino-thailandese Phraya Ratsada Korsimbi fu nominato governatore, dopo che aveva contribuito allo sviluppo della città. La rivoluzione siamese del 1932 costrinse il re a concedere la monarchia costituzionale, nel 1933 il monthon fu di conseguenza dissolto e sostituito dalla provincia, ridotta sensibilmente con lo scorporo della maggior parte dei territori del monthon che andarono a formare nuove province. Lo tsunami del 26 dicembre 2004 che si è abbattuto sulla sua costa occidentale, ha causato molte vittime a Phuket.

## Economia

### Turismo

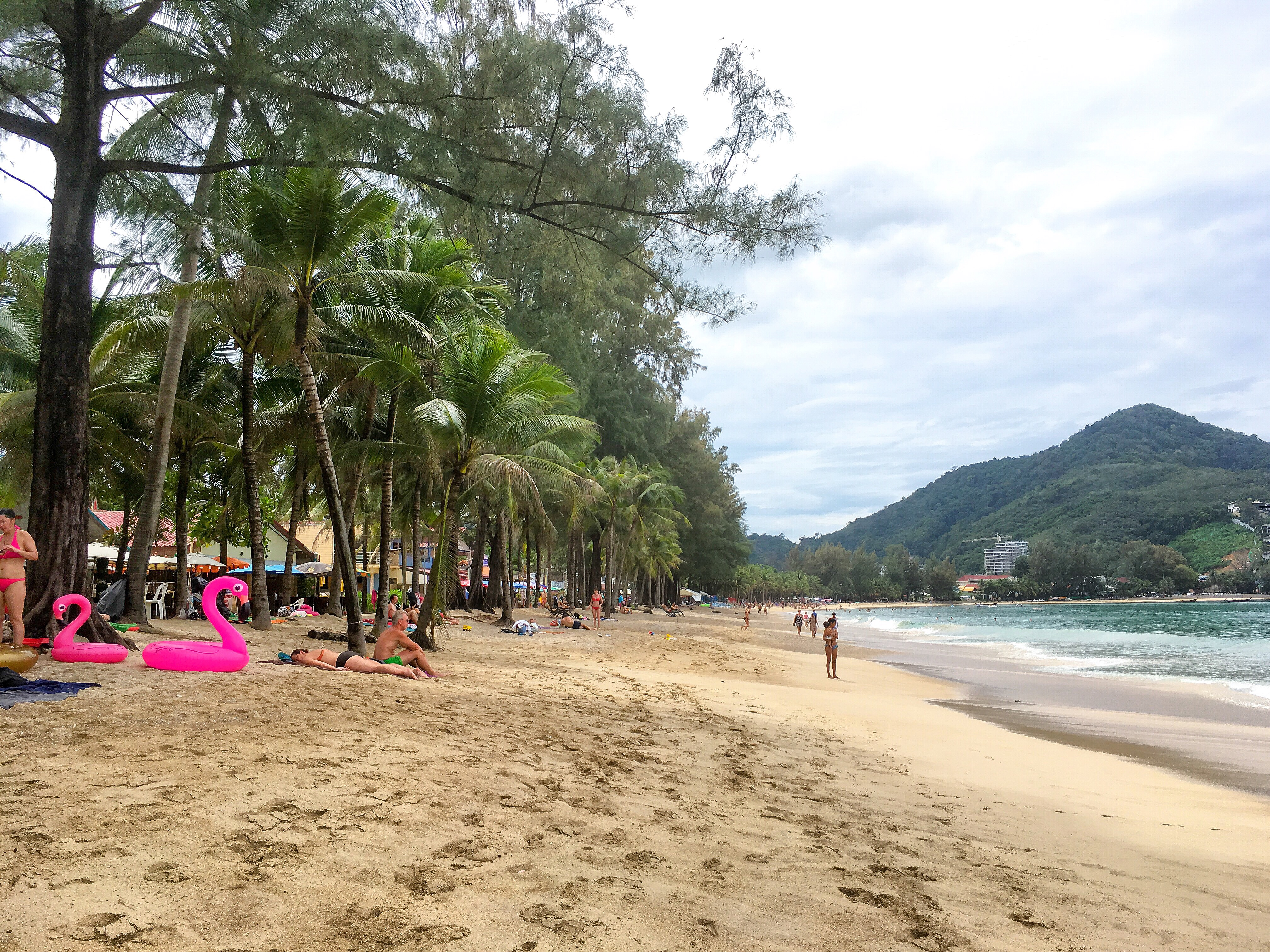
Kamala beach

L'isola è diventata un noto centro del turismo di massa e internazionale. Le spiagge che attraggono il maggior numero di turisti si trovano sulla costa occidentale dell'isola. Il centro principale dello shopping e della vita notturna è la spiaggia di Patong. Altri centri balneari sono Rawaii Beach e la tranquilla Nai Harn. Nei pressi di Patong si trova Kata Beach, suddivisa da un promontorio nella grande baia (Kata Yai) e nella piccola baia (Kata Noi). Risalendo la costa si trova Karon Beach, in cui vi è un mercato coperto di discrete dimensioni dove si possono fare acquisti convenienti.
Patong Beach è la spiaggia più affollata, è frequentata soprattutto da giovani turisti ed è particolarmente rumorosa, anche a causa delle numerose moto d'acqua. È consigliata più per la vita notturna che per la sua spiaggia. Più tranquille sono Kamala beach, uno dei posti più incontaminati dell'isola, e Surin Beach. Tra Kamala e Surin si trova Laem Sing Beach, frequentata principalmente da turisti italiani e francesi.